# 富莱
富莱（法語：Fouleix，法語發音：[fulɛ]）是法国多尔多涅省的一个市镇，位于该省中部偏南，属于佩里格区。该市镇总面积10.94平方公里，2009年时的人口为218人。

## 人口
富莱人口变化图示